# Glock
Glock GmbH (по-русски произносится Глок ГмбХ) — австрийская фирма — производитель оружия, основанная в 1963 году в Дойч-Ваграме (Deutsch-Wagram), городке неподалёку от Вены, Австрия. Названа по фамилии её основателя — Гастона Глока. Наибольшую популярность приобрела за счёт своих пистолетов, однако также производит ножи и пехотные лопатки.

## Описание
Серийное производство пистолетов, разработанных Гастоном Глоком, началось в 1980-х годах после их победы в конкурсе, проведенном в 1980 году Австрийской армией. В настоящее время эти пистолеты находятся на вооружении более чем в 30 странах.
Все модели конструктивно незначительно отличаются от базового образца Глок 17. Они отличаются небольшим весом и простой конструкцией. Глок-17 состоит всего из 33 деталей, включая магазин. Он полностью разбирается менее чем за минуту с помощью пальцев.
Рамка пистолета полностью выполнена из термостойкого и ударостойкого полимера (по типу монокока). При этом более 80 % массы пистолета составляют металлические детали (ствол, затвор, возвратная пружина и др.). Данный материал выдерживает температуру окружающей среды от −40 до +200 °C
Автоматика работает за счёт отдачи ствола при коротком его ходе. Запирание ствола происходит с помощью соединения с затвором прямоугольного профиля его казённой части, входящей в зацепление с окном для выбрасывания гильз. Ударник находится в полувзведённом положении всегда, когда пистолет подготовлен к выстрелу. Спуск ударника происходит после довзведения ударника и опускания тяги при встрече с разобщителем, выполняющим в этот момент функцию копира. Освободившийся ударник под действием боевой пружины двигается вперед и накалывает капсюль. Спусковое усилие регулируется сменными пружинами и разобщителем от 2 до 4 кг. После выстрела затвор, двигаясь назад, отгибает разобщитель, тем самым освобождает тягу, которая после этого под действием пружины тяги поднимается. При движении затвора вперед, зацеп ударника наталкивается на зацеп тяги и возвращает спусковой крючок через тягу в переднее положение. При этом ударник предварительно взводится.
Предохранитель автоматический, расположен на спице спускового крючка. Он блокирует ударник и спусковую тягу одновременно. При нажатии на спусковой крючок выключаются внутренние блокировочные устройства, одновременно взводится и освобождается ударник для производства выстрела. Выстрел возможен только при правильном нажатии на спусковой крючок. После каждого выстрела пистолет ставится на предохранитель до следующего нажатия на спусковой крючок.
Пистолет исключительно надёжен. Его ресурс составляет 300 000 выстрелов (при общих требованиях в 40 000).

## Достоинства
- Пистолет надёжный, лёгкий в обслуживании и простой в освоении.
- Использование в производстве рамки, спускового крючка и магазина из лёгких полимеров позволило значительно уменьшить вес оружия, сделав его удобным для ношения. Кроме того, полимерная рама пистолета меньше подвержена усталости, чем у пистолетов из лёгких сплавов и не боится ржавчины.
- Отсутствие вращательного момента при выстреле, что в совокупности с длинной прицельной линией и низким расположением оси канала ствола относительно рукоятки обеспечивает хорошую кучность и меткость стрельбы.
- Автоматический предохранитель.
- Металлические части защищены специальным покрытием для противодействия загрязнениям и коррозии, поэтому смазка требуется минимальная. Замена изношенных или сломанных деталей не требует дополнительной подгонки.
- Форма рукоятки, а главное — угол её наклона, близкий к знаменитому Парабеллуму от Люгера, обеспечивают минимальный вращательный момент и высокую точность удержания прицельной линии при темповой стрельбе.
- Наличие на передней и задней частях поперечных полос обеспечивают плотное удержание оружия во время стрельбы людям с любым размером руки.
- Стрелять из пистолета удобно как правой, так и левой рукой.

## Недостатки
- Направляющие затвора, имеющие малую площадь, быстро изнашиваются, что влечёт постепенное ухудшение кучности и меткости стрельбы в силу раскачивания затворной рамы.
- Малая стойкость важных узлов пистолета к высоким темпам стрельбы.
- При длительной эксплуатации почти неизбежно появляются микротрещины пластика.
- Стандартная мушка слишком широка и закрывает цель. Но на рынке доступно огромное количество прицельных приспособлений для любых нужд.
- Ударно-спусковой механизм не позволяет произвести повторный накол капсюля патрона при осечке — нужно передёрнуть затвор. Это скорее особенность страйкерного механизма автоматики, чем прямой недостаток.

## Пистолеты Glock
| Наименование | Патрон       | Длина (общая) | Длина (общая) | Длина ствола | Длина ствола | Кол-во патронов в магазине     | Масса (разряженного) |
| Наименование | Патрон       | (мм)          | (in)          | (мм)         | (in)         | Кол-во патронов в магазине     | (г)                  |
| ------------ | ------------ | ------------- | ------------- | ------------ | ------------ | ------------------------------ | -------------------- |
| Glock 17     | 9 мм (Люгер) | 186           | 7.32          | 114          | 4.49         | 17, 19, 24, 31, 33             | 625/631              |
| Glock 17C    | 9 мм (Люгер) | 186           | 7.32          | 114          | 4.49         | 17, 19, 24, 31, 33             | 620                  |
| Glock 17L    | 9 мм (Люгер) | 225           | 8.86          | 153          | 6.02         | 17, 19, 24, 31, 33             | 675                  |
| Glock 18     | 9 мм (Люгер) | 185           | 7.28          | 114          | 4.49         | 17, 19, 33                     | 620                  |
| Glock 18C    | 9 мм (Люгер) | 185           | 7.28          | 114          | 4.49         | 17, 19, 33                     | >620                 |
| Glock 19     | 9 мм (Люгер) | 174           | 6.85          | 102          | 4.01         | 15, 17, 19, 24, 31, 33         | 600/610              |
| Glock 19C    | 9 мм (Люгер) | 174           | 6.85          | 102          | 4.02         | 15, 17, 19, 24, 31, 33         | 600                  |
| Glock 19X    | 9 мм (Люгер) | 174           | 6.85          | 102          | 4.02         | 17, 19, 24, 31, 33             | 625                  |
| Glock 20     | 10 мм        | 193           | 7.60          | 117          | 4.61         | 15                             | 780                  |
| Glock 20SF   | 10 мм        | 193           | 7.60          | 117          | 4.61         | 15                             | 775                  |
| Glock 20C    | 10 мм        | 193           | 7.60          | 117          | 4.61         | 15                             | >785                 |
| Glock 21     | .45 ACP      | 193           | 7.60          | 117          | 4.61         | 13                             | 745                  |
| Glock 21C    | .45 ACP      | 193           | 7.60          | 117          | 4.61         | 13                             | 740                  |
| Glock 22     | .40 S&W      | 186           | 7.32          | 114          | 4.49         | 15, 17                         | 650                  |
| Glock 22C    | .40 S&W      | 186           | 7.32          | 114          | 4.49         | 15, 17                         | >650                 |
| Glock 23     | .40 S&W      | 174           | 6.85          | 102          | 4.01         | 13, 14, 15, 16, 22             | 600                  |
| Glock 23C    | .40 S&W      | 174           | 6.85          | 102          | 4.01         | 13, 14, 15, 16, 22             | >600                 |
| Glock 24     | .40 S&W      | 225           | 8.86          | 153          | 6.02         | 10, 15, 19                     | 757                  |
| Glock 24C    | .40 S&W      | 225           | 8.86          | 153          | 6.02         | 10, 15, 19                     | >757                 |
| Glock 25     | .380 ACP     | 174           | 6.85          | 102          | 4.01         | 15, 17, 19                     | 570                  |
| Glock 26     | 9 мм (Люгер) | 159           | 6.26          | 87           | 3.43         | 10, 12, 15, 17, 19, 24, 31, 33 | 550/559              |
| Glock 27     | .40 S&W      | 160           | 6.30          | 88           | 3.46         | 9, 11, 13, 15, 17              | 560                  |
| Glock 28     | .380 ACP     | 160           | 6.30          | 88           | 3.46         | 10, 12, 15, 17, 19             | 529                  |
| Glock 29     | 10 мм        | 172           | 6.77          | 96           | 3.78         | 10, 15                         | 700                  |
| Glock 30     | .45 ACP      | 172           | 6.77          | 96           | 3.78         | 9, 10, 13                      | 675                  |
| Glock 30S    | .45 ACP      | 172           | 6.77          | 96           | 3.78         | 9, 10, 13                      | 575                  |
| Glock 31     | .357 SIG     | 186           | 7.32          | 114          | 4.49         | 15, 16                         | 660                  |
| Glock 31C    | .357 SIG     | 186           | 7.32          | 114          | 4.49         | 15, 16                         | 650                  |
| Glock 32     | .357 SIG     | 174           | 6.85          | 102          | 4.01         | 13, 15, 17                     | 610                  |
| Glock 32C    | .357 SIG     | 174           | 6.85          | 102          | 4.01         | 13, 15, 17                     | >610                 |
| Glock 33     | .357 SIG     | 160           | 6.30          | 88           | 3.46         | 9, 11, 13, 15, 17              | 560                  |
| Glock 34     | 9 мм (Люгер) | 207           | 8.15          | 135          | 5.31         | 17, 19, 24, 31, 33             | 650                  |
| Glock 35     | .40 S&W      | 207           | 8.15          | 135          | 5.31         | 15, 16, 22                     | 700/705              |
| Glock 36     | .45 ACP      | 177           | 6.97          | 96           | 3.78         | 6                              | 565                  |
| Glock 37     | .45 GAP      | 189           | 7.44          | 116          | 4.56         | 10                             | 735                  |
| Glock 38     | .45 GAP      | 174           | 6.85          | 102          | 4.01         | 8, 10                          | 685                  |
| Glock 39     | .45 GAP      | 159           | 6.26          | 87           | 3.43         | 6, 8, 10                       | 630                  |
| Glock 40     | 10 мм        | 229           | 9.02          | 153          | 6.02         | 15                             | 798                  |
| Glock 41     | .45 ACP      | 211           | 8.31          | 135          | 5.31         | 13                             | 765                  |
| Glock 42     | .380 ACP     | 146           | 5.75          | 82.5         | 3.25         | 6                              | 345                  |
| Glock 43     | 9 мм (Люгер) | 159           | 6.26          | 86.5         | 3.41         | 6                              | 460                  |
| Glock 43X    | 9 мм (Люгер) | 165           | 6.50          | 87           | 3.41         | 10                             | 465                  |
| Glock 45     | 9 мм (Люгер) | 174           | 6.85          | 102          | 4.02         | 17, 19, 24, 31, 33             | 616                  |
| Glock 48     | 9 мм (Люгер) | 174           | 6.85          | 106          | 4.17         | 10                             | 524                  |

- Glock 18/18C недоступна для свободной покупки в большинстве стран из-за возможности стрельбы в полностью автоматическом режиме (не снимая палец со спускового крючка).
- Glock 25 и 28 недоступны для свободной покупки в США, поскольку не соответствуют необходимым требованиям к импортированию оружия (по закону 1968 года о контроле оружия).
- Glock 43, анонсированный в марте 2015 года, стал первым компактным пистолетом Глок под патрон 9×19 мм Парабеллум с однорядным магазином.